# Cow (film)
Cow is een documentaire van filmmaker Andrea Arnold dat het hele leven van een melkkoe volgt. De film ging op 8 juli 2021 in première op het Cannes International Film Festival 2021.

## Verhaallijn
De film toont het leven van de melkkoe Luma op een melkveebedrijf. Vanaf de geboorte worden de verschillende aspecten van het koeienleven getoond, waaronder voeren, melken, paren, trimmen, vrij lopen en slachten. Aan het begin van de film wordt ook het leven van Luma's moederkoe getoond.

## Productie
De betrokken productiebedrijven zijn BBC Film, Doc Society en Halcyon Pictures. De film is opgenomen in een melkveebedrijf van Park Farm in Kent gedurende een periode van vier jaar. Andrea Arnold realiseerde zich al snel dat het belangrijk was om met de camera dicht bij het hoofd en de ogen van de koe te zijn om de emoties vast te kunnen leggen. Er werd een poging gedaan om oprecht te zijn naar de dieren en ook om negatieve emoties op te vangen. Andrea Arnold wilde ook een balans laten zien tussen bijzondere en alledaagse momenten, al was het voor haar ook belangrijk om te laten zien dat bijzondere momenten, zoals de bevalling, erg gereguleerd zijn. In de film is gebruik gemaakt van de radiomuziek, die in de koeienstallen speelt. Het vuurwerk dat te zien was toen Luma werd gedekt, is echt gebeurd. 

## Prijzen en nominaties
- Nominatie voor Beste Documentaire (British Academy Film Awards 2022)[2]
- Nominatie voor Beste Documentaire (L'Oeil d'or 2021, Cannes International Film Festival 2021)[3]
- Nominatie voor de Grierson Award voor Beste Documentaire (Filmfestival van Londen 2021)[4]
- Nominatie voor Beste Documentaire (British Independent Film Awards 2021)[5]